# HH, Hitler à Hollywood
Pour plus de détails, voir Fiche technique et Distribution.
HH, Hitler à Hollywood est un film belge réalisé par Frédéric Sojcher, sorti en 2011.
Le titre original du film est Hitler à Hollywood.

## Synopsis
Maria de Medeiros réalise un documentaire hommage sur Micheline Presle. Cette dernière lui confie avoir tourné pendant la guerre un film qu'elle n'a jamais vu, parce qu'il n'est pas sorti, Je ne vous aime pas, de Luis Aramchek. Or ce film et ce réalisateur sont inconnus, et Maria de Medeiros, aidée par deux collaborateurs, se lance sur leurs traces.
Elle retrouve une bande annonce d'un autre film du même réalisateur, Hitler à Hollywood, et découvre que non seulement Luis Aramchek a disparu en 1947, mais encore que toutes les copies de ses films ont été retirées. 
À mesure qu'elle enquête, de Londres au MI 5, à Berlin au BStU (les archives de la Stasi), en passant par Bruxelles, Cannes ou encore Venise, Maria de Medeiros s'aperçoit qu'on entrave ses recherches…

## Genre
Le film est un « thriller doublé d'une réflexion sur le cinéma », sous forme de « faux documentaire » — le réalisateur juif Luis Aramchek étant notamment inventé.

## Fiche technique
- Réalisation : Frédéric Sojcher
- Scénario : Renaud Andris, Lionel Samain
- Adaptation: Frédéric Sojcher et Catherine Rihoit
- Photographie : Carlo Varini
- Musique : Vladimir Cosma
- Son : Samuel Mittelman et Philippe Van Leer
- Montage : Ewin Ryckaert
- Etalonnage : Paul Englebert
- Décors : Monic Parelle
- Durée : 87 minutes
- Pays de production :  Belgique
- Date de sortie : France : 4 mai 2011

## Distribution
- Maria de Medeiros : elle-même
- Micheline Presle : elle-même
- Wim Willaert : Thomas, le caméraman
- Hans Meyer : Luis Aramchek, le réalisateur mythique disparu
- Pierre Laroche : Léo Tiffens, le vieil opérateur
- Josiane Stoléru : Eve Mogerblum, la fille du producteur
- Tonie Marshall : elle-même, fille de Micheline Presle
- Rita Portugal : la gouvernante portugaise des Mogerblum
- Émilie Chesnais : l'infirmière de Tiffens
- Toni Cecchinato : Claudio Rezoccino, le jet-setteur italien sur son yacht
- Amandine Hinnekens : la fille de Claudio Rezoccino, à l'arrière du yacht
- Jérôme Colin : l'employé « Viva World »
- Carlo Ferrante : le directeur « Viva World »
- Marc Isgour : MacBridge, le sénateur lobbyiste d'Hollywood
- Serge Hutry : le commissaire priseur chez Drouot
- Jacques Sojcher : Jacques, le sourd
- Michel Israël
- Hubert Toint : Maurice Mogerblum, le producteur
- Theo Angelopoulos : lui-même
- Édouard Baer : lui-même
- Nathalie Baye : elle-même
- Marisa Berenson : elle-même
- Dominique Besnehard : lui-même
- Patrick Chesnais : lui-même
- Manuel de Oliveira : lui-même
- Arielle Dombasle : elle-même
- Marc Ferro : lui-même
- Sara Forestier : elle-même
- Gilles Jacob : lui-même
- Mylène Jampanoï : elle-même
- Andreï Konchalovski : lui-même
- Denis Lavant : lui-même
- Blanca Li : elle-même
- Michael Lonsdale : lui-même
- François Morel : lui-même
- Béatrice Romand : elle-même
- Volker Schlöndorff : lui-même
- Bruno Solo : lui-même
- Frédéric Taddeï : lui-même
- Jacques Weber : lui-même
- Wim Wenders : lui-même